# Simopone annettae
Simopone annettae (лат.) — вид муравьёв (Formicidae) рода Simopone из подсемейства Cerapachyinae. Афротропика: Габон, Гана, Заир, Камерун, ЦАР.
Длина головы рабочих особей — 0,79—0,86 мм (ширина — 0,50—0,59 мм), длина скапуса усиков — 0,23—0,28 мм, длина глаза — 0,26—0,30 мм. Голова, грудь и брюшко — чёрные; скапус и жгутик усика — светло-коричневые; бёдра и голени — коричневые. Вид был описан в 1976 году швейцарским мирмекологом Хейнрихом Куттером (нем. Heinrich Kutter; 1896—1990) по материалам им же собранным в Африке в 1937 году.